# Hans-Georg Waldhelm
Hans-Georg Waldhelm (* 1950) ist ein deutscher Kanusportler.
Er startete für den SC Magdeburg. Im Jahr 1969 wurde er im Zweier-Kajak über 500 Meter Europameister. Später engagierte er sich in der Drachenboot Masterclass und wurde 2007 Weltmeister sowie 2008 Europameister. Darüber hinaus erreichte er diverse weitere Medaillenplätze.
2008 durfte sich Waldhelm in Anerkennung seines sportlichen Erfolgs als Weltmeister im Drachenboot Masterclass in das Goldene Buch der Stadt Magdeburg eintragen.